# سفارة مالي في روسيا
سفارة مالي في روسيا هي أرفع تمثيل دبلوماسي لدولة مالي لدى روسيا. تقع السفارة في موسكو وهي تهدف لتعزيز المصالح المالية في روسيا.

## وصلات خارجية
- قائمة سفارات مالي
- قائمة السفارات في روسيا